# 潘偉源
潘偉源（英語：Poon Wai Yuen，1954年—），香港流行歌曲填詞人，八十年代起開始活躍於香港樂壇。

## 經歷
潘偉源與其他填詞人的不同之處是他是以一個圈外人身份闖進詞壇的。他當填詞人之前及之後曾於何文田文福道新法書院和屯門東華三院鄧肇堅小學任教。
1979年，新成立的星島全音唱片登報請填詞人，他曾經和學生玩音樂時創作過一首歌詞，因此便把作品和應徵信一同寄去，不久報社就回音他被錄用，潘偉源自此踏入詞壇，他亦成為首位靠写应征信而得到机会替唱片公司填词的填词人。
潘偉源在星島全音發表的第一首作品是方伊琪的《沙鷗》，由於詞曲較深，回響不大。樂評人羅鏘鳴很欣賞這首歌，便向大華唱片和金音符唱片推薦了他，恰巧這時方伊琪也轉了去大華，於是潘偉源又替她寫《台前幕後》及《歸航》（潘包辦詞曲），得到不錯的反應。方伊琪的歌唱老師很喜歡《歸航》，又向娛樂唱片公司引薦了他。潘偉源開始替EMI寫歌乃是源自潘的家庭女醫生，女醫生的哥哥梁漢銘在外國修讀畢音樂課程，回港後已替EMI寫曲，女醫生便向哥哥推薦了他，潘偉源在EMI第一首作品是羅文的《迷惘》。而與寶麗金的合作則開始於在鍾肇峰的引薦下為柳影虹寫的《樓梯轉角》。
潘偉源最著名的作品有葉倩文的《祝福》、《珍重》、《甜言蜜語》及《最爱是我家》，陳百強的《一生何求》、《煙雨悽迷》、《長伴千世紀》及《試問誰沒錯》，王傑的《幾分傷心幾分痴》、《為何分離》、《人在風雨中》及《盼望》，梅艷芳的《蔓珠莎華》、《愛將》，《烈焰紅唇》及《淑女》，林子祥的《千億個夜晚》、《似夢迷離》、《友愛長存》及《敢愛敢做》，張國榮的《不怕寂寞》及《寂寞夜晚》，張學友的《餓狼傳說》，鄺美雲的《再坐一會》，羅文的《波斯貓》，麥潔文的《勸君一切莫記》，劉鳳屏的《蝴蝶血》，李克勤的《護花使者》，譚詠麟的《也曾相識》，呂方的《每段路》、《求你講清楚》及《彎彎的月亮》，孫耀威的《愛的故事上集》，溫兆倫的《隨緣》及《從未試過擁有》，草蜢的《失戀》及《LONELY》，鄭少秋的《從不放棄》及《歲月無情》，彭家麗的《是不是這樣的夜晚你才會這樣的想起我》，甄楚倩的《深夜港灣》，張智霖及許秋怡的《現代愛情故事》及《片片楓葉情》等。
潘偉源分別憑葉倩文的《祝福》及張衛健的《真真假假》獲得1988年度及1992年度的港台「十大中文金曲——最佳中文（流行）歌詞」獎。亦憑葉倩文的《祝福》及陳百強的《一生何求》獲得1988年度及1989年度無線「十大勁歌金曲——最佳作詞」獎。
潘偉源亦是陳百強告別作《再見，情不變》的填詞人，純音樂作品由陳百強唱片監製賴健聰在2019年10月在YouTube發表。
2024年，潘偉源榮獲香港作曲及作詞家協會頒發的《CASH音樂成就大獎》，肯定他的音樂成就及對香港文化作出的貢獻。按香港作曲及作詞家協會紀錄，潘偉源創作超過1,700首歌詞，如算上未登記的作品，作品數目超越3,000首。

## 作品列表

### 1979年
- 方伊琪 – 沙鷗
- 方伊琪 – 樓台怨
- 方伊琪 – 細雨點點琴聲飄
- 方伊琪 – 何處覓溫情
- 方伊琪 – 偷得浮生半日閒
- 方伊琪 – 旭日前程
- 方伊琪 – 大力水手
- 舒雅頌 – 別了舊庭園
- 舒雅頌 – 等待
- 舒雅頌 – 流浪
- 舒雅頌 – 回想曲
- 舒雅頌 – 莫負此生
- 舒雅頌 – 傷心的愛
- 舒雅頌 – 未負你的愛
- 舒雅頌 – 那怕風雨吹
- 舒雅頌 – 莫唏噓
- 舒雅頌 – 戲劇人生
- 舒雅頌 – 歸途
- 舒雅頌 – 相逢喜淚垂

### 1980年
- 方伊琪 – 台前幕後
- 方伊琪 – 愛是千尺浪
- 甄　妮 – 不要再重逢

### 1981年
- 方伊琪 – 春水
- 方伊琪 – 一年之計在於春
- 麥潔文 – 何去何從
- 麥潔文 – 落櫻片片
- 麥潔文 – 無謂說歸期
- 麥潔文 – 燭光
- 葉振棠 – 寒夜
- 廖小璇 – 春臨大地降和平
- 廖小璇 – 迎春接福
- 廖小璇 – 年初一
- 廖小璇 – 喜相逢
- 甄　妮 – 我願無情
- 羅　文 – 迷惘

### 1982年
- 方伊琪 – 歸航
- 方伊琪 – 恨著離開你
- 方伊琪 – 痴心永屬你
- 方伊琪 – 還我千般愛
- 方伊琪 – 不願隨風散
- 方伊琪 – 小村莊
- 李龍基 – 輕舟
- 葉麗儀 – 兩心牽

### 1983年
- 王綺嘉 – 夜逍遙
- 夏韶聲 – 醉
- 張偉文 – 點解阿Sir
- 陳潔靈 – 傾出我心事
- 麥潔文 – 等君這一句
- 麥潔文 – 怎樣醉
- 麥潔文 – 寂靜深秋
- 雷安娜 – 甘苦與共

### 1984年
- 王綺嘉 – 宇宙戀歌
- 王綺嘉 – 愛神的背影
- 呂　方、方詩韻 – 形影不離
- 柳影虹 – 樓梯轉角
- 柳影虹 – 醉了我的心
- 徐小明 – 家鄉心曲
- 徐小明 – 故鄉情
- 徐小明 – 鄉愁
- 徐小明 – 細訴黃山
- 徐小明 – 柳葉船
- 徐小明 – 國父孫中山
- 徐小明 – 歷代名句
- 徐小明 – 故宮
- 張國榮 – 不怕寂寞
- 梅艷芳 – 發電一千Volt
- 麥潔文 – 勸君一切莫記
- 葉振棠、葉麗儀 – 劍光繚亂
- 蔣麗萍 – 青春的烙印
- 周　峰 – 季候風
- 周　峰 – 離情
- 黃慧蘭 – 小燈泡
- 劉鳳屏 – 蝴蝶血
- 劉鳳屏 – 這份愛

### 1985年
- 呂　方 – 執法者
- 森　森 – 偷歡喜
- 森　森 – 償還給你
- 森　森 – 只會呆望我
- 森　森 – 你將全部佔有
- 韋　烈 – 天機
- 徐小明 – 我們這一代
- 徐小明 – 牛郎
- 張國榮 – 七色的愛
- 張國榮 – 雨中的浪漫
- 張德蘭 – 愛情泡泡
- 張德蘭 – 夜雨離愁
- 張君培 – 重出江湖
- 張君培 – 一臉淚痕
- 梅艷芳 – 蔓珠莎華
- 梅艷芳 – 顛多一千晚
- 梅艷芳 – 點都要愛
- 麥潔文 – 休說日後
- 黃杏秀 – 阮玲玉
- 譚錫禧 – 靈界邊緣人
- 譚錫禧 – 愛情廢墟
- 廖韋侖 – 世事棋一局
- 廖韋侖 – 雲畔清風裡
- 廖韋侖 – 逃情
- 廖韋侖 – 24小時之吻
- 廖韋侖 – 黃昏之戀
- 廖韋侖 – 橡皮虱乸
- 廖韋侖 – My Love Billie
- 廖韋侖 – 雨夜的氣球
- 羅　文 – 波斯貓
- 羅　文 – 報春鳥
- 羅　樺 – 把宇宙玩玩
- 羅　樺 – 眼睛的俘虜
- 鄺美雲 – 再坐一會
- 鄺美雲 – 痴心漢
- 楊小菁 – 武俠董小宛
- 伍衛國 – 戰神
- 伍衛國 – 字中深意
- 曾慶瑜 – 諜網迷情
- 杜慧鈞 – 群芳頌

### 1986年
- 太　極 - 冷血人
- 太　極 - 計時炸彈
- 成　龍 – My Little Girl
- 成　龍 – 人生剪接機
- 成　龍 – 我竟心痛
- 成　龍、梅艷芳 – 纏綿千遍
- 呂　方 – 求妳講清楚
- 呂　方 – 無盡的路
- 呂　方 – 冰封的心
- 杜德偉 – 可愛的災禍
- 林子祥 – 千億個夜晚
- 林子祥 – 等你和應
- 夏韶聲 – 謀殺時間
- 張國榮 – 為誰瘋癲
- 張國榮 – 愛的抉擇
- 張德蘭 – 夜之熱力
- 梁朝偉 – 點頭說可以
- 梁朝偉 – 時光倒車
- 梅艷芳 – 征服他
- 梅艷芳 – 愛將
- 陳百強 - 我愛上課
- 林珊珊 - 心中這份情
- 陳美玲 – 騙取
- 陳美齡 – 愛的Harmony
- 陳美齡 – 愛的味道
- 陳美齡 – 跳上白雲
- 陳美齡 – 在等你
- 陳美齡 – 愛意全屬你
- 陳潔靈 – 狂熱吻
- 黃敏華 – 魅力
- 葉蒨文 – 寒煙翠
- 葉蒨文 – 苦衷
- 葉德嫻 – 等不到是你
- 劉德華 – 怎可以
- 盧冠廷 – 跳進我心窩
- 戴蘊慧 – 愛情全盒
- 羅　文 – 變
- 羅　文 – 韻律的夢想

### 1987年
- 太　極 - 欠
- 太　極 - 煙圈
- 吳國敬 – 玩火
- 呂　方 – 每段路
- 呂　方 – 不了解
- 呂　方 – 碧血忠魂
- 李麗蕊 – 89
- 李麗蕊 – 付出太多
- 杜德偉 – 抗議變心
- 杜德偉 – 同渡每晚
- 周啟生 – 你在何方
- 林子祥 – 敢愛敢做
- 林子祥、葉蒨文 – 何時何地
- 倫永亮 – 午夜蜘蛛
- 倫永亮 – 光明之戰
- 夏韶聲 – 欣賞多幾趟
- 張立基 – 黑領呔
- 梁朝偉、文佩玲 – 留我枕邊
- 梅艷芳 – 將我送給你
- 梅艷芳 – 百變
- 梅艷芳 – 黑色婚紗
- 梅艷芳 – 烈燄紅唇
- 梅艷芳 – 魅力在天橋
- 陳松齡 – 愛火繼續燃
- 陳美玲 – 別人的故事
- 陳美玲 – 不完的季節
- 陳潔靈 – Touch
- 陳潔靈 – 大癲大肺今晚夜
- 陳潔靈 – 易過借火
- 陳潔靈 – 又記起你
- 斑　斑 – 通緝你的心
- 黃敏華 – 多謝冬風
- 黃凱芹 – 人間蒸發
- 溫兆倫 – 愛情實驗
- 葉蒨文 – 為何
- 葉蒨文 – 舊照片
- 葉蒨文 – 甜言蜜語
- 葉德嫻 – 因你
- 葉德嫻 – 天師捉妖
- 葉麗儀 – 中東之夜
- 劉天蘭 – 一千張吊床
- 劉天蘭 – 背影
- 劉天蘭 – 我不泣訴
- 劉天蘭 – 常願意
- 劉天蘭、林嘉寶 – Tell Me Why?
- 劉德華 – 重賜我生命
- 董　嵐 – 相思扣
- 鮑翠薇 – Sexy Night
- 羅　文 – 柏林圍牆
- 蘇　芮 – 舊日的歲月
- 蘇　芮 – 不想追究
- 蘇　芮 – 錯愛

### 1988年
- 太　極 - 給我吧
- 成　龍 – 人生剪接機
- 成　龍、河合奈保子 – 午夜吻別前
- 成　龍、河合奈保子 – 我定能做到
- 吳國敬 – 控訴
- 吳國敬 – 純真消逝
- 吳國敬 – 講一套
- 吳國敬 – 困獸
- 吳國敬 – 開創
- 呂　方 – 回來吧
- 呂　方 – 愛盡變
- 呂　方 – 不能說原因
- 呂　方 – 愛盡變回想
- 呂　珊 – 即刻掛號
- 李克勤 – 孩子
- 李麗蕊 – Get Out
- 杜德偉 – 狂情
- 杜德偉 – I Still Love You
- 杜德偉 – 無情沙漠
- 杜德偉 – Prove Your Love
- 杜德偉 – 不必對不起
- 杜德偉 – 無心去愛
- 杜麗莎 – 愛我
- 林志美 – 十二小時
- 林志美 – 霓虹內外
- 林志美 – 偷戀
- 林憶蓮 – 黃昏
- 張立基 – 心跳
- 柏安妮 – 尖東
- 柏安妮 – 魔鬼的火窩
- 柏安妮— 开心教堂
- 張立基 – 再見女郎
- 梁朝偉 – 潮流由我創
- 梅艷芳 – 不如不見
- 梅艷芳 – We'll Be Together
- 張國榮 – Hot Summer
- 許志安 – 為妳情狂
- 許志安 – 黑眼鏡
- 許志安 – 誰令妳別離
- 許志安 – 傷得徹底
- 許志安 – 夢魂牽
- 許志安 – 情盡已完
- 陳百強 – 煙雨淒迷
- 陳百強 – 孤寂
- 陳百強 – 一串音符
- 陳百強 – 長伴千世紀
- 陳百強 – 愛的傷痕
- 陳美玲 – 深宵舞伴
- 陳慧嫻 – 大情人
- 陳潔靈 – 替身
- 麥潔文 – Girl Friend
- 麥潔文 – 擊倒
- 黃敏華 – 挑戰
- 黃敏華 – 救火
- 黃凱芹 – 危情
- 黃凱芹 – 擁有
- 黃寶欣 – 戀愛獵人
- 黃寶欣 – 灰姑娘
- 黃露儀(黃鶯鶯) – 靈魂深處
- 葉振棠 – 最後一晚
- 葉振棠 – 黑夜飛車
- 葉振棠 – 再唱我的歌
- 葉蒨文 – 祝福
- 葉蒨文 – 只有它
- 葉蒨文 – 流金歲月
- 葉麗儀 – 情人的眼淚
- 葉麗儀 – 情是真心所屬
- 甄楚倩 – 熱浪
- 甄楚倩 – 深夜港灣
- 甄楚倩 – 破曉時份
- 甄楚倩 – 冷感
- 甄楚倩 – 橫巷
- 劉德華 – 回到你身邊
- 劉德華 – 痴心錯付
- 劉德華 – 永遠記得你
- 蔡立兒 – 蠢東西
- 蔡立兒 – 背叛
- 盧冠廷 – 驚心嬌娃
- 鄺美雲 – 一生不忘記
- 關正傑 – 大約別離時
- 關正傑 – 同慶快樂年
- 羅　文 – Nightless Girl
- 羅　文 – 四大美人
- 羅　文 – 紅塵夢
- 羅　文 – 無限風光
- 羅　文 – 雨中偶遇
- 草　蜢 – 飛躍千個夢
- 樓湘靈 – 特警群英
- 樓湘靈 – 情刼

### 1989年
- 太　極 – 沉默風暴
- 太　極 – 你滿意嗎
- 王　傑 – 酒醉酒醒
- 王　傑 – 幾分傷心幾分痴
- 王　傑 – 深深的創傷
- 王　傑 – 為何分離
- 王靖雯 – 溫柔的手
- 王靖雯 – 中間人
- 吳國敬 – 直接對話
- 吳國敬 – 不可再相愛
- 呂　方 – 月滿抱佳人
- 呂　方 – 愛更是重要
- 呂　方 – 撕開的真相
- 呂　方 – 無名小卒
- 呂　方 – 愛火重燃
- 呂　方 – 無悔的愛
- 李克勤 – 邊緣少年
- 李克勤 – 壯志雄心
- 李克勤 – 突然
- 杜德偉 – 孽網邊緣
- 杜德偉 – 擁抱到天曉
- 周啟生 – 漫長路
- 周啟生 – 午夜天使
- 林保怡 – 只愛上昨日的你
- 徐小鳳 – 雙城記
- 張立基 – 誰說是錯
- 張立基 – Angel
- 張立基 – 滲汗
- 張立基 – Maria
- 張國榮 – 需要妳
- 張國榮 – 情感的刺
- 張國榮 – 寂寞夜晚
- 梅艷芳 – 淑女
- 梅艷芳 – 今夜只因你
- 梅艷芳 – 天生一對
- 梅艷芳 – 我未失方向
- 許志安 – 土木堡風雲
- 陳百強 – 一生何求
- 陳百強 – 流浪者
- 陳松齡 – 相聚一刻
- 陳思彤 – 厭倦
- 陳思彤 – 泡沫
- 陳思彤 – 等等等等
- 陳思彤 – 警告訊號
- 陳思彤 – 燃燒
- 陳美玲 – 片斷
- 陳德彰 – 披肩
- 彭健新 – 鬼咁痴纏
- 彭健新 – 前途
- 曾路得 – 忘掉
- 曾路得 – 有緣再見
- 黃　翊 – 太陽傘下
- 黃凱芹 – 演講
- 黃寶欣 – 慶祝
- 黃寶欣 – 凌晨四點鐘
- 黃露儀 – 靈魂深處
- 葉麗儀 – 像甚麼
- 葉麗儀 – 富貴逼人來
- 葉蒨文 – 最愛是我家
- 葉蒨文 – 面對面
- 葉蒨文 – 海闊天空
- 葉蒨文 – 從前到現在
- 葉蒨文 – 我只有知道
- 甄　妮 – 友誼太陽
- 甄　妮 – 相約在今宵
- 甄　妮 – 我曾用心愛著你
- 甄　妮 – 仍舊是這首歌
- 甄楚倩 – 愛你Forever
- 甄楚倩 – 試過也算擁有
- 甄楚倩 – 深夜兩點
- 甄楚倩 – 夢醒時份
- 甄楚倩 – 下雨的清晨
- 劉德華 – 擁抱
- 劉德華 – 禱告
- 蔡立兒 – 渴望
- 蔡立兒 – 午夜無名氏
- 蔡立兒 – 鄉愁
- 蔡立兒 – 無聲夜雨
- 蔡立兒 – 便利店
- 蔡立兒 – 每一分愛
- 蔡立兒 – 明知
- 蔡立兒 – 擺脫
- 蔡立兒 – 佳偶天成
- 盧維昌 – 情之火
- 盧維昌 – 情盡以後
- 蔡楓華 – 寄不出的信
- 鄭瑞芬 – I'm Gonna Miss You
- 黎　明 – 恕未從俗
- 羅　文 – 驪歌
- 羅　文 – 我冷傲，但我是暖流
- 羅　文 – 說謊的女人
- 羅　文 – 隨時再見
- 蘇　芮 – 珍惜此際此刻
- 蘇　芮 – 人生支票
- 蘇　芮 – 一點小風波
- 鮑翠薇 – 為何一生多轉變
- 文佩玲 – 浪子Jacky
- 文佩玲 – 紫色香檳夜
- 文佩玲 – 曾經愛過
- 林保怡 – 袛愛上昨日的妳
- 譚耀文 – 殭屍奇鴨
- 顏福偉 – 燈火闌珊處

### 1990年
- Maria Cordero – 如何跟他再相愛
- 太極樂隊 - 我的背影
- 文佩玲 – Come On
- 文佩玲 – 知道你在等我
- 文佩玲 – 從來無後悔
- 王　傑 – 人在風雨中
- 王　傑 – 是你是你
- 王　傑 – 但願你了解
- 王　傑 – 黑暗的空間（粵）
- 王　傑 – 親愛的
- 王　傑 – 留下我一個
- 王　傑 – 忘記我
- 王　傑 – 想見不敢見
- 汪明荃 – 朝陽
- 吳國敬 – 天知地知
- 吳婉芳 – 最後一分鐘
- 吳婉芳 – 摘星的電梯
- 吳婉芳 – 情難自控
- 李閏雄 – 問
- 周　影 – 甚麼時候我們再見？
- 周慧敏 – 星河
- 周慧敏 – 飛越瘋人院
- 周慧敏 – 鏡上的唇印
- 林子祥 – 似夢迷離
- 施偉芝 – 留我枕邊
- 柏安妮 – 為了愛
- 韋綺姍 – 旅途上
- 韋綺姍 – 萬片希望在明天
- 韋綺姍 – 恨吧
- 倫永亮 – 你知道我在等你嗎？
- 倫永亮 – 陪伴我...直到永遠
- 倫永亮 – 情暖、情醉、情牽
- 徐小鳳 – 懷念
- 草　蜢 – 劃時代飛縱
- 草　蜢 – 失戀
- 草　蜢 – 珍惜這份緣
- 草　蜢 – 友情熱熨斗
- 張立基 – 共醉這一宵
- 張立基 – 不知今晚這麼熱
- 張立基 – 鬆開
- 梅艷芳 – 耶利亞
- 梅艷芳 – 心窩已瘋
- 梅艷芳、許志安 – 笑看風雲變
- 許志安 – 消逝
- 許志安 – 秋風裡
- 許志安 – 不需要內疚
- 許志安 – 明知她說謊
- 許志安 – 雷霆煞星
- 許志安、湯美君 – 天涯共此時
- 陳百強 - 試問誰沒錯
- 陳百強 - 半分緣
- 陳百強 - I do, I do
- 陳松齡 – 野玫瑰
- 陳松齡 – 歌女淚
- 陳松齡 – 這段路
- 陳雅雯 – 隔世情
- 陳雅雯 – 背向的飛鷹
- 陳雅雯 – 相愛有幾天
- 麥潔文 – 畢生難忘
- 彭家麗 – 風，請吹醒我
- 彭家麗 – 永遠的愛
- 黃凱芹 – 誰明白愛
- 黃寶欣 – 深海
- 黃寶欣 – 陪我一晚
- 溫兆倫 – 怎可以淡忘
- 葉蒨文 – 珍重
- 葉蒨文 – 諾言
- 葉蒨文 – 等待
- 葉蒨文 – 尋覓
- 葉蒨文 – 難捨難分
- 葉蒨文 – 永遠的溫柔
- 劉錫明 – 相愛
- 劉漢樂 – 答應
- 劉漢樂、黃　翊 – 知心一個
- 劉德華 – 笑著哭
- 劉德華、吳婉芳 – 秋意中等我
- 蔡立兒 – 留下你一會
- 蔡立兒 – 明知
- 蔡立兒 – 蠢東西
- 蔡齡齡 – 解脫
- 鄭秀文 – 仍是你
- 鄭秀文 – 繽紛舞曲
- 鄭秀文 – 思念
- 鄭秀文 – 期待的承諾
- 鄭瑞芬 – 月亮下
- 鄭瑞芬 – 易燃的晚上
- 戴蘊慧 – 痛心
- 鍾鎮濤 – 暴雨驕陽
- 鄺美雲 – 開心
- 鄺美雲 – 黃昏夢醒
- 譚詠麟 – 也曾相識
- 關淑怡 – 再續前緣

### 1991年
- 方季惟 – 恨在今天再相遇
- 方麗盈 – 不要走
- 方麗盈 – 風起的日子
- 方麗盈 – 相見不如不見
- 方麗盈 – 這一夜必需你
- 王　傑 – 怒海孤鴻
- 王　傑 – 深宵中一個人
- 王　傑 – 明日我是誰
- 李克勤 – 破曉時份
- 李克勤 – 綠
- 李克勤 – Show Off
- 李克勤 – 護花使者
- 李克勤 – 痴情伴侣
- 沈殿霞、鄭欣宜 – Look For A Star
- 林子祥 – 改變常改變
- 林俊賢 – 我並未難過
- 林俊賢、陳加玲 – 夜更冷
- 林保怡 – 一分痴
- 徐鎮東 – 情歸何處
- 草　蜢 – Lonely
- 袁鳳瑛 – 透徹
- 張立基 – 接觸
- 張立基 – 盼你此刻奔向我
- 張立基 – 震撼
- 張立基 – I Love You
- 張立基 – 不死的愛
- 張智霖、許秋怡 – 現代愛情故事
- 張智霖、許秋怡 – 片片楓葉情
- 張智霖、許秋怡 – 夢斷
- 張智霖、許秋怡 – 青春無敵愛情大爆發
- 張智霖、許秋怡 – 分手
- 張智霖、許秋怡 – 溫馨的目光
- 張智霖、許秋怡 – 愛至死不休
- 張智霖、許秋怡 – 抱緊我心
- 張智霖、許秋怡 – 悲歡離合
- 張學友 – 小姐,貴姓?
- 梅艷芳 – 幾多
- 梅艷芳 – 夜貓夫人
- 梅艷芳 – Touch
- 許志安 – 天洗
- 許志安 – 童謠
- 陳百強 - 醉翁之意
- 陳松齡 – 拷紅
- 陳松齡 – 五月的風
- 陳松齡 – 莫忘今宵
- 陳松齡 – 淒淒煙雨
- 陳松齡 – 相逢如夢
- 陳松齡 – 歌聲似太陽
- 陳松齡、溫兆倫 – 正義柔情永在
- 陳松齡、溫兆倫 – 兩顆心
- 陳雅雯 – 為何是我
- 陳雅雯 – 誰的錯
- 彭家麗 – 灑滿星塵的晚上
- 彭家麗 – 沒法忘記他
- 曾航生 – 為了你
- 曾航生 – 妳真的最好
- 黃寶欣 – 戀愛獵人
- 黃寶欣 – 凌晨四點鐘
- 溫兆倫 – 從未試過擁有
- 溫兆倫 – 想你
- 溫兆倫 – 幸運福星
- 溫兆倫 – 何必這樣忙
- 溫兆倫 – 隨緣
- 溫兆倫 – 童年時
- 溫兆倫 – 我是情痴
- 溫碧霞 – 寂寞吧（午夜愛人）
- 葉蒨文 – 關懷
- 葉蒨文 – 心裡的陽光
- 葉蒨文、雷有曜 – 無盡暖柔情
- 甄楚倩 – 回來親我
- 甄楚倩 – Virgin Love
- 甄楚倩 – 醉了
- 劉彩玉 – 紅太陽
- 劉彩玉 – 明月光
- 劉德華 – 最後...妳也走了
- 劉德華 – 愛似是遊戲
- 劉德華 – 怒劍嘯狂沙
- 劉德華 – 捨不得恨妳
- 劉錫明 – 是緣是債是場夢
- 鄭秀文 – 情盡變
- 蔡立兒 – 請你不要這樣
- 蔡立兒 – 為何又再見
- 黎　明 – 不戀你
- 黎　明 – 永相依
- 黎　明 – 醉舞
- 黎明詩 – 停不了的愛
- 黎明詩 – 夢魂深處
- 黎明詩 – Miss Candy
- 黎明詩 – 科學小荳芽
- 黎明詩 – Missing You
- 鄺美雲 – 愛吧
- 鄺美雲 – 去
- 鄺美雲 – 親近我
- 鄺美雲 – 我真的想你
- 鄺美雲 – 夜已深
- 譚詠麟 – 友誼永在
- 關淑怡 – 情似海深

### 1992年
- 太　極 – 命運迷宮
- 王　傑 – 不要恨我
- 王　傑 – 笑我對愛情瞭解
- 王　傑 – 愛我愛到夠
- 王　傑 – 盼望
- 何婉盈 – 愛上你是我一生的錯
- 何婉盈 – 初戀
- 何婉盈 – 流不完的淚
- 何詠琳 – 情變
- 何詠琳 – 圖書館之戀
- 何詠琳 – 神秘的花園
- 何詠琳 – 紅酒裡的眼淚
- 吳國敬 – 少壯應努力
- 吳國敬 – 快些
- 呂　方 – 彎彎的月亮
- 呂　方 – 留住了
- 呂　方 – 從未愛過我
- 呂　方 – 從前
- 李克勤 – 寂寞烟雨天
- 李克勤 – 多想抱頭哭一場
- 李克勤 – 留住夕陽
- 李克勤 – 逼到慣
- 李樂詩 – 誰人能代替
- 李樂詩 – 奏不完的歌
- 杜德偉 – 深愛的你
- 周慧敏 – 公開我的愛
- 林子祥 – 友愛長存
- 林子祥 – 最難忘的你
- 林子祥 – 獨來獨往
- 林子祥 – 改變常改變
- 林子祥 – 一笑置之
- 林子祥 – 祈望
- 林　帆 – 今夜
- 林　帆 – 匆匆
- 林　帆 – 夢故鄉
- 林　帆、孫富錦 – 今生必須有你
- 林俊賢 – 怎麼可過一生
- 邱淑貞 – 要愛就愛
- 韋綺姍 – 雲與海之間
- 草　蜢 – 永遠愛著您
- 草　蜢 – 心中的你
- 草　蜢 – 妒忌
- 張立基 – I Love You So
- 張立基 – My Baby
- 張立基 – Goodbye
- 張立基 – Touch Me
- 張立基 Feat. Maria Cordero – 永不言敗
- 張智霖、許秋怡 – 為分開慶賀
- 張衛健 – 真真假假
- 張衛健 – 一夜忘了吧
- 張衛健 – 一世陪伴你
- 張衛健 – I Love You
- 張衛健 – 在你心上
- 張衛健 – 痛別離
- 張衛健 – 哎吔哎吔親親你
- 梅艷芳 – 四海一心
- 許志安 – 新魔神英雄傳
- 許志安 – 怱怱一夢中
- 許志安 – 難忘是你
- 郭富城 – You and Me
- 郭富城 – 傾慕你
- 郭富城 – 情
- 陳百強 – 再見，情不變！ （尚未推出）
- 陳松齡 – 挽著你雙手
- 陳潔靈 – 最後的擁抱
- 陳潔靈 – 山火預告篇
- 陸家俊 – 沐浴在愛之中
- 彭家麗 – 是不是這樣的夜晚你才會這樣的想起我
- 彭家麗 – 夢中情人
- 曾航生 – 日夜懷念你
- 曾航生 – 情是最誤人
- 曾航生 – 落霞
- 曾航生 – 愛是無罪
- 湯寶如 – 將一生送給你
- 黃　翊 – 一世濃情
- 黃　翊 – 笑吧
- 黃寶欣 – 有緣相愛
- 黃寶欣 – 一杯香檳半杯糖
- 溫兆倫 – 願傾出心裡愛
- 溫兆倫 – 在變幻一生中
- 溫兆倫 – 難分難捨難棄
- 溫兆倫 – 海難枯、愛難改
- 葉玉卿 – 魔鬼的誘惑
- 葉玉卿 – 多一點暖
- 葉玉卿 – 蜜糖兒
- 葉玉卿 – 延續這夜
- 葉玉卿 – 全部給你
- 葉玉卿 – 愛的傷口
- 葉玉卿 – 真心換愛心
- 葉玉卿 – Never Gonna Break Your Heart
- 葉玉卿、張立基 – 一切都為愛
- 葉蒨文 – 紅塵
- 葉蒨文 – 暖流
- 葉蒨文 – Crazy Love
- 葉蒨文 – 現實就是現實
- 葉麗儀 – 仙鶴情緣
- 甄楚倩 – 笑一笑
- 甄楚倩 – 情場浪子
- 甄楚倩 – 你真的可以忘記我嗎？
- 甄楚倩 – 留在我身邊
- 甄楚倩 – 從來無真意
- 劉小慧 – 我懷念著一片雲彩
- 劉小慧 – 分手的藉口
- 劉彩玉 – 交給我吧
- 劉彩玉 – 最暖的懷抱
- 劉德華 – 愛在同一天空下
- 劉德華 – 火燙
- 劉德華 – 愈望愈傷心
- 劉德華 – 再入我懷中
- 劉錫明 – 為什麼你只愛上你自己
- 劉錫明 – 海角天涯
- 劉錫明 – 恨不相逢在那時
- 蔡立兒 – 為你的夢來，為你的愛生
- 蔣志光、黃寶欣 – 得到多少暖
- 鄭少秋 – 歲月無情
- 鄭秀文 – 如愛我
- 鄭瑞芬 – I'm Gonna Miss You
- 黎明詩 – 全心愛我
- 鍾鎮濤 – 仍是如此真心
- 鍾鎮濤 – 愛一生都不變
- 鄺美雲 – 等你一生
- 譚耀文 – 阿彌陀

### 1993年
- Girl Friends – 不拖不欠
- Girl Friends – 半晚放任
- Girl Friends – 瀟灑
- 太　極 – 並非不愛你
- 王馨平 – 難忘夏季
- 伊能靜 – 新生的我（粵）
- 何婉盈 – 曾經
- 何寶生、周慧敏 – 潮心
- 呂　方 – 笑問誰做到
- 呂　方、張玉珊 – 別了請珍重
- 呂　方 – 多少個明天
- 呂　珊 – 七天愛你
- 李樂詩 – 不要離開我
- 李樂詩 – 怎麼如此
- 李麗珍 – 真心不會變
- 李麗珍 – 不應再想你
- 杜德偉 – 仍是兩手空
- 車沅沅 – Stop
- 車沅沅、梁漢文 – 我的心裡是你
- 林子祥、葉蒨文 - 亂世桃花
- 林子祥 - 一團和氣
- 林　帆 – 這一半在等你
- 林　帆 – I Need You
- 林　帆 – 漫漫長路
- 林　帆、孫富錦 – 何時才能重遇見
- 林姍姍 – 心中這份情
- 韋綺姍 – 半份感覺
- 韋綺姍 – 可當未曾變改
- 草　蜢 – 甜蜜的回憶
- 袁潔瑩 – 親我！直至我忘掉他
- 袁潔瑩 – 了斷
- 袁潔瑩 – 移過我這邊
- 馬浚偉 – 只因愛妳才傷心
- 陸家俊 – 怎和你開始去愛
- 陸家俊 – 晴天雨天都愛你
- 張智霖 – 這一曲再唱
- 張智霖 – 你必須相信我
- 張智霖 – 風雪故人來
- 張學友 – 一生不醉醒
- 張衛健 – 戀愛遊戲
- 張衛健 – 做滿100分
- 張衛健 – 絕望
- 張衛健 – 煙雨情濃
- 張衛健 – 出位
- 張衛健 – 寂寞伴侶
- 張衛健 – 命運鬥士
- 張衛健 – 何必有你，何必有我？
- 張衛健、黎　姿 – 痴情（一串痴情一串淚）
- 張衛健、黎　姿 – 依依不捨
- 梁雁翎 – 你好嗎（粵）
- 梁雁翎 – Runaway
- 梁雁翎 – 說得輕易
- 許秋怡 – 得意小花貓
- 許秋怡、張智霖 – 相戀多一次
- 許秋怡、豹小子 – Hey Paula
- 陳松齡 – 心願
- 陳松齡 – 重聚一刻心更暖
- 陳松齡 – 歡笑吧
- 陳松齡 – 千里萬里心相連
- 陳松齡 – 月亮
- 彭家麗 – 仍是這樣愛你
- 湯寶如 – 夢之花店
- 黃寶欣 – 誰話野花不會真心
- 楊采妮 – 誰記得我
- 溫兆倫 – 一生何價
- 溫兆倫 – 仍是深愛你
- 溫兆倫 – 愛未完
- 溫碧霞 – 迷人小雨傘下
- 溫碧霞 – 情無後悔
- 溫碧霞 – 心裡有夢想
- 溫碧霞 – 生命原是為著愛
- 葉玉卿 – 卿撫你的心
- 葉玉卿 – 愛漸悶
- 葉玉卿 – 你對我最要緊
- 潘奇發 – 鬆人
- 甄楚倩 – 遮掩
- 劉小慧、鄭嘉穎 – Till The End of Time
- 劉玉翠 – 田園頌
- 劉玉翠 – 下雨
- 劉德華 – 情意綿綿
- 劉德華、陳嘉露 – 相依、相戀
- 劉錫明 – 情多苦
- 劉錫明 – Moshi Moshi Moshi
- 劉錫明 – 如夢非夢
- 劉錫明 – 請你不要誤會我
- 劉錫明 – 無論再十年
- 郭富城 – 沒有妳的愛
- 郭富城 – 仍記起這麼多
- 郭富城 – 痴情畫家
- 蔡齡齡 – 為何不應愛你
- 蔡齡齡 – 沒法可以多一點
- 蔡齡齡 – 前來吧
- 鄭少秋 – 心中雨
- 鄭少秋 – 做個自由人
- 鄭少秋 – 失去一片真
- 鄭少秋 – 醉人一吻
- 鄭少秋、陳松齡 – 秋風、松樹寄知音
- 鄭秀文 – 叮噹
- 鄭嘉穎 – 分分鐘記起
- 黎　姿 – 我只怨自己
- 黎明詩 – 日夕想你
- 黎明詩 – 風越急時愛越見
- 黎明詩 – 我真是太傻
- 黎明詩 – 真不該！為你心痴
- 黎明詩 – 跟我渡過漫長夜
- 黎明詩 – 莫為愛傷悲
- 鍾鎮濤 – 長夜真不錯
- 鍾鎮濤 – 全部為你
- 鍾鎮濤 – 大海
- 鄺美雲 – 其實我愛你嗎？
- 鄺美雲 – 心醉
- 鄺美雲 – 為什麼後悔的總是你
- 譚詠麟 – 永遠都深愛你
- 譚詠麟 – 豪情夜
- 譚詠麟 – 漂亮愛心
- 寶珮如 – 對對錯錯
- 莫奇榮 – 賭神秘笈

### 1994年
- 王馨平 – 舞林大會
- 王馨平 – 飛
- 田蕊妮 – 熱燙的宇宙
- 何家勁 – 活得輕鬆
- 何家勁 – 愛的鼓舞
- 何家勁 – 故地濃情
- 李克勤 – 情人的婚紗
- 李國祥 – 獨行我路
- 李樂詩 – 雪海
- 林子祥 – 無愧於心
- 金城武 – 失約
- 范振鋒 – 粉筆情緣
- 范振鋒 – 一天一天
- 韋綺姍 – 我瘋我痴
- 孫耀威 – 愛的故事(上集)
- 孫耀威 – Lonely Girl
- 孫耀威 – 慰問
- 海俊傑 – 夢裡人
- 袁潔瑩 – 雨未斷時愛未斷
- 馬浚偉 – 不知這是愛
- 張立基 – I Swear To You
- 張立基 – 野性女子
- 張立基 – 永遠等待妳
- 張智霖 – 傷心的不止你一個
- 張智霖 – 傾情
- 張智霖 – 仍然是你
- 張智霖 – 飛龍在天
- 張智霖 – 只要一點愛
- 張衛健 – Oh Ma Ma
- 張學友 – 餓狼傳說
- 張學友 – 追鐘
- 張學友 –野貓之戀
- 莫少聰 – 我走了
- 郭富城 – 那天再遇見
- 郭富城 – 寧願平凡愛一生
- 陳山蔥 – 有你有我有愛
- 陳山蔥 – 怱怱
- 陳松齡 – 緣份
- 陳松齡 – 紅葉戀曲
- 陳松齡 – 愛念永留
- 陳松齡 – 別了舊庭園
- 陳雅倫 – 貪多個夜晚
- 陳雅倫 – 冷卻了的咖啡座
- 陳雅倫 – 午夜電話
- 陳雅倫 – 開心的野花
- 陳德容 – 金色的雨
- 陳德容 – 心軟
- 陳德容 – 昨日的康乃馨
- 陳潔靈 – 這夜何溫馨美麗
- 彭家麗 – 霓虹夜雨
- 彭家麗 – 世界仍是我們的
- 彭家麗 – Denpasar Moon
- 彭家麗 – Goodbye
- 彭家麗 – 常在我身邊
- 彭家麗 – 花啦花啦
- 馮博娟 – 分手已是時候
- 馮博娟 – 不是擺花街
- 馮博娟 – 愛得太天真
- 馮博娟 – 一生一起多美麗
- 馮博娟 – 盪
- 馮博娟 – 每當風起時
- 馮博娟 – 沒法完
- 馮博娟 – 世界有誰更真心
- 馮博娟、彭健新 – 過去已成過去
- 楊采妮 – 祝福一句
- 楊采妮 – 愛會來尋覓我
- 楊采妮 – 我的心早已給你
- 溫兆倫 – 我得到什麼
- 溫兆倫 – 青蛙公主
- 溫兆倫 – 昨日情深
- 溫兆倫 – 冷落
- 溫兆倫 – 燃亮我明天
- 葉玉卿 – 來...尋夢
- 葉玉卿 – 魔力
- 葉玉卿 – 難忘的一吻
- 葉玉卿 – 夏娃
- 葉玉卿 – 痴心共証
- 趙學而 – 再見了
- 趙學而 – 不悔當初
- 趙學而 – 不是壞女孩
- 劉小慧 – ＋－×÷
- 劉小慧 – 無論那一天
- 劉小慧 – 依戀
- 劉小慧 – 愛似風消逝
- 劉小慧 – 貝殼
- 劉彩玉 – 我不後悔愛錯這一回
- 劉德華 – 口琴別戀
- 鄭少秋 – 浮雲
- 鄭伊健 – 愛難留
- 鄭伊健 – 老實情人
- 鄭伊健 – 瀟講再見
- 鄭嘉穎 – 秋天的籃球場
- 鄭嘉穎 – 無名字的臉
- 鄭嘉穎 – 衝動戀火
- 黎　姿 – 多情一點
- 黎　姿 – 五日情
- 黎　姿 – Boy Friend
- 黎明詩 – 打開心窗
- 黎瑞恩 – 你知我想說甚麼
- 黎瑞恩 – 夢與我飛翔
- 黎瑞恩 – 心心相印
- 黎瑞蓮 – 最孤單的心
- 譚詠麟 – 美女與野獸
- 譚詠麟 – 狂小子
- 寶珮如 – 父母心

### 1995年
- 古巨基 – 晨曦
- 古巨基 – 感情真相
- 伍婉琛 – 他感覺到嗎
- 伍婉琛 – 我怕黑
- 李克勤 – 真面目
- 李克勤 – 蜘蛛織網的晚上
- 李克勤 – 陷阱
- 李家聲 – 傲慢半生
- 金城武 – 燃燒激情
- 邰正宵 – 掩飾
- 孫耀威 – 愛情白皮書
- 孫耀威 – 肩膊
- 孫耀威 – 留住夏季的風
- 張玉珊 – 都市清溪
- 梁朝偉 – 今夜星光依然閃爍
- 郭晉安 – 感謝你
- 陳曉東 – 正在愛
- 陳曉東 – GO! GO!
- 彭家麗 – 暖些
- 彭家麗 – 我不是花瓶
- 彭　羚 – 吻走傷心
- 彭　羚 – 情人淚
- 溫兆倫 – 天降奇緣
- 溫兆倫 – 此生只愛你
- 溫兆倫 – 尋尋覓覓
- 葉蒨文 - 自信
- 趙學而 – 沉迷
- 趙學而 – 真摯
- 劉小慧 – 決斷
- 鄭少秋 – 玩天光
- 鄭少秋 – 談情說戲
- 鄭少秋 – 男人四十
- 鄭少秋 – 印證
- 鄭少秋 – 不想再見
- 鄭少秋、汪明荃 – 一千一億世紀
- 鄭少秋、汪明荃 – 愛到最後仍熱愛
- 黎瑞恩 – 錯在多情
- 譚詠麟 – 還我真情

### 1996年
- 杜德偉 – 一天
- 車遠強、戴俊彬、林豪池、葉葆菁（英语：Yuki Ip）、王家芝、李小梅、陳美鳳、張偉文、鄭鴻昌、趙自美、曹潔敏 – 傻瓜狂歡節
- 唐文龍 – 覓一生的最好
- 唐文龍 – 難捨難離
- 唐文龍 – 將你給了我
- 唐文龍 – 信心
- 唐文龍 – 相戀
- 唐文龍 – 我倆的優美新世界
- 唐文龍 – 今天我會飛
- 曹孝宗、陳晃相、譚錫禧 – 聖母院的鐘聲
- 曹孝宗 – 奇蹟法庭
- 梁灼彬、金培達、侯煥玲、蘇德華 – 似足你咁
- 陳美鳳 – 流浪人之歌
- 溫兆倫 – 主角還是你
- 鄭少秋 – 從不放棄
- 鄭少秋 – 男兒無淚
- 鄭少秋 – 能否再遇上
- 鄭少秋 – 固執
- 譚錫禧、李偉 – 窗外
- 譚錫禧、李偉 – 天堂之光／地獄之火

### 1997年
- 林子祥 – 愛情
- 林子祥 – 最遠偏偏最近
- 梁漢文 – 難得情真
- 梁漢文 – 透明
- 梁漢文 – 留痕

### 1998年
- 陳奕迅 – 多一點

### 1999年
- 梁漢文 – 追究
- 梁漢文 – 情傷透
- 梁漢文 – 萬里陽光
- 梁漢文、古天樂 – 宇宙無限
- 葉佩雯 – Feel Like dance（只想起）

### 2000年
- 鄭少秋 – 名利有幾多

### 2001年
- 林子祥 – 只有夢長
- 林子祥 – 我好想
- 林子祥 – 愛與被愛

### 2003年
- 江　華 – 未悔用情

### 2004年
- 鄭少秋 – 越恨越愛
- 鄭少秋、汪明荃 – 問天
- 鄭少秋、汪明荃 – 情人酒

### 2007年
- 林子祥 - 自由行

### 2015年
- Dear Jane – Prison Break

### 2022年
- 歐信希 – 神挑合侶

### 2023年
- SVoice – 舞台

### 2024年
- 歐信希 – 家傳之寶

## 迪士尼動畫系列
- 《阿拉丁》插曲 - 鬆人 - 1993
- 《獅子王》全劇 - 1994
  - 《獅子王》主題曲 - 旋轉的世界
  - 《獅子王》插曲 - 讓我即刻去當首領
  - 《獅子王》插曲 - 預備好
  - 《獅子王》插曲 - HAKUNA MATATA
  - 《獅子王》插曲 - 囚歌
  - 《獅子王》插曲 - 獅子睡了
  - 《獅子王》插曲 - 這夜何溫馨美麗
  - 《獅子王》插曲 - LUAU
- 《風中奇緣》全劇 - 1995
  - 《風中奇緣》主題曲 - 風采
  - 《風中奇緣》插曲 - 開發之歌
  - 《風中奇緣》插曲 - 捶鼓歌
  - 《風中奇緣》插曲 - 河水彎又彎
  - 《風中奇緣》插曲 - 有天終了解
  - 《風中奇緣》插曲 - 一切全屬我
  - 《風中奇緣》插曲 - 風采依然
  - 《風中奇緣》插曲 - 如無風中邂逅
  - 《風中奇緣》插曲 - 蠻夷
- 《鐘樓駝俠》全劇 - 1996
  - 《鐘樓駝俠》主題曲 - 一天
  - 《鐘樓駝俠》插曲 - 聖母院的鐘聲
  - 《鐘樓駝俠》插曲 - 窗外
  - 《鐘樓駝俠》插曲 - 傻瓜狂歡節
  - 《鐘樓駝俠》插曲 - 流浪人之歌
  - 《鐘樓駝俠》插曲 - 天堂之光/地獄之火
  - 《鐘樓駝俠》插曲 - 似足你咁
  - 《鐘樓駝俠》插曲 - 奇蹟法庭
  - 《鐘樓駝俠》片尾曲 - 一天 （原唱：杜德偉[1996]；張敬軒[2014]）
- 《大力士》全劇 - 1997
  - 《大力士》主題曲 - 萬水千山
  - 《大力士》插曲 - 福音
  - 《大力士》插曲 - 最後希望
  - 《大力士》插曲 - 野草變國寶
  - 《大力士》插曲 - 不可透露
  - 《大力士》插曲 - 巨星

## 其他動畫系列
- 電影動畫《小海迪》全片歌詞 - 1983
- 電影動畫《老鼠也移民》主題曲 - 1986 - 何時何地
- 電視動畫《殭屍怪鴨》主題曲 - 1989
- 電視動畫《相聚一刻》主題曲 - 1989
- 電視動畫《神秘的花園》主題曲 - 1992
- 電視動畫《新魔神英雄傳》主題曲 - 1992
- 電視動畫《俏皮幻法小花仙》-1994 - 花啦花啦

## 教育電視 ETV 系列
- 筆順歌一（作曲、作詞）
- 筆順歌二：先撇后捺（作曲、作詞）
- 筆順歌三：先外后內（作曲、作詞）
- 筆順歌四：先進入後關門（作曲、作詞）
- 小學二年級中文科主題曲 - 中文樂趣多（作曲、作詞）
- 小學三年級中文科主題曲 - 聽講讀寫 （作曲、作詞）
- 小學四年級中文科主題曲 - 以心細看（作曲、作詞）
- 小學五年級中文科主題曲 - 探究精神（作曲、作詞）
- 小學六年級中文科主題曲 - 小鳥高飛（作曲、作詞）
- 小學四至六年級普通話科主題曲 - 通情達理（作曲、作詞）

## 校歌系列
- 大角咀天主教小學（海帆道）- 校歌（作曲、作詞）
- 上水惠州幼稚園 - 校歌（作詞）

## 曾獲獎項
- 1988年度香港商業電臺叱咤樂壇 填詞人CASH大獎
- 1988年度十大勁歌金曲頒獎典禮 最佳作詞獎《祝福》
- 1988年度香港電台十大中文金曲——最佳中文（流行）歌詞獎《祝福》
- 1989年度十大勁歌金曲頒獎典禮 最佳作詞獎《一生何求》
- 1991年香港作曲及作詞家協會頒發《最受歡迎作家》
- 1992年香港作曲及作詞家協會頒發《最受歡迎作家》
- 1992年度香港電台十大中文金曲——最佳中文（流行）歌詞獎《真真假假》
- 1991年香港作曲及作詞家協會頒發《個人最多流行新作演出獎》
- 1992年香港作曲及作詞家協會頒發《個人最多流行新作演出獎》
- 1994年香港作曲及作詞家協會頒發《個人最多流行新作演出獎》
- 1997年香港商業電臺 叱吒樂壇十周年 叱吒殿堂十大作詞人
- 2024年香港作曲及作詞家協會頒發《CASH音樂成就大獎》